# Henry Fairfax (4e Lord Fairfax de Cameron)
Pour les articles homonymes, voir Henry Fairfax et Fairfax.
Henry Fairfax, 4e Lord Fairfax de Cameron (30 décembre 1631 - 13 avril 1688) de Denton, Yorkshire est un pair et homme politique écossais.

## Biographie

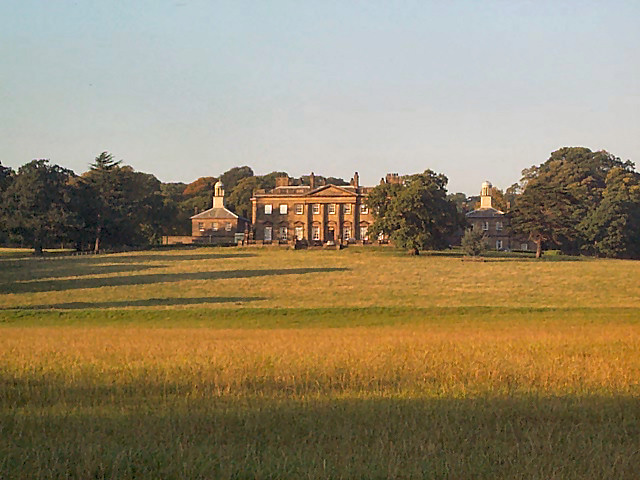
Denton Hall

Il est le petit-fils de Thomas Fairfax (1er Lord Fairfax de Cameron).
Il est le fils de Henry Fairfax, de York, recteur de Bolton Percy, Yorkshire et de Lady Mary Cholmondeley (1593-1649) et fait ses études à Gray's Inn.
Il participe au soulèvement du Yorkshire en soutien à George Monck en janvier 1660 sous la direction de son cousin Thomas Fairfax (3e lord Fairfax de Cameron). Il succède plus tard à son cousin en 1671, héritant du domaine familial de Denton, dans le Yorkshire du Nord.
Il siège au Parlement pour représenter le Yorkshire en mars et octobre 1679 et de nouveau en 1681.
Il épouse Frances Barwick et ils ont dix enfants,:
- Mary Fairfax (née le 29 juillet 1653)
- Dorothy Fairfax (née le 30 décembre 1655)
- Thomas Fairfax (5e lord Fairfax de Cameron) (né en 1657)
- Henry Fairfax de Toulston (né le 20 avril 1659)
- Ursula Fairfax (née le 3 mai 1661)
- Frances Fairfax (née le 2 avril 1663)
- Bryan Fairfax (né le 2 avril 1665)
- Barwicke Fairfax (né le 18 septembre 1677)
- Anne Fairfax (née le 27 avril 1670)
- Mary Fairfax (née en 1673)